# Jhon Murillo (Fußballspieler)
Jhon Eduard Murillo Romaña (* 21. November 1995 in El Nula) ist ein venezolanischer Fußballspieler.

## Karriere

### Verein
Murillo spielte in den Nachwuchsabteilungen der Vereine San Camilo und Alto Apure und startete 2012 seine Profikarriere 2012 beim Zamora FC.
2015 wechselte er nach Europa zum portugiesischen Verein Benfica Lissabon. Dieser Verein lieh ihn ohne ihn bei einem Pflichtspiel eingesetzt zu haben sofort zwei Spielzeiten hintereinander CD Tondela. In der Sommertransferperiode 2017 wurde Murillo in die türkische Süper Lig an Kasımpaşa Istanbul ausgeliehen.

### Nationalmannschaft
Murillo begann seine Nationalmannschaftskarriere 2014 mit einem Einsatz für die venezolanische U-21-Nationalmannschaft. 2015 folgten Einsätze für die venezolanische U-20-Nationalmannschaft.
Im Februar 2015 debütierte Murillo für die venezolanische Nationalmannschaft.